# Rolf Landerl
Rolf Martin Landerl (ur. 24 października 1975 w Wiedniu) – austriacki piłkarz występujący na pozycji pomocnika. Zawodnik klubu SV St. Margerethen.

## Kariera klubowa
Landerl treningi rozpoczął w zespole SR Donaufeld. W 1993 roku trafił do Rapidu Wiedeń. Jego graczem był przez rok, jednak w tym czasie nie rozegrał tam żadnego spotkania. W 1994 roku odszedł do słowackiego Interu Bratysława. W 1995 roku zdobył z nim Puchar Słowacji. W Interze spędził trzy lata.
W 1997 roku Landerl wyjechał do Holandii, gdzie został graczem klubu AZ Alkmaar z Eerste divisie. W 1998 roku awansował z nim do Eredivisie. Na początku 2000 roku przeszedł do innego zespołu tej ligi, Fortuny Sittard. Spędził tam 2,5 roku, a w 2002, po spadku Fortuny do Eerste divisie, odszedł z klubu.
Został wówczas zawodnikiem pierwszoligowego FC Groningen. Przez dwa lata rozegrał tam 47 spotkań i zdobył jedną bramkę. W 2004 roku przeniósł się do portugalskiego FC Penafiel, będącego beniaminkiem Primeira Liga. Po roku spędzonym w tym klubie, wrócił do Austrii, gdzie podpisał kontrakt z Admirą Wacker Mödling. Jej barwy reprezentował przez pół roku.
Następnie Landerl występował w węgierskim FC Sopron, austriackich drużynach Grazer AK, Admira Wacker Mödling oraz ASK Schwadorf, a także słowackim DAC 1904 Dunajská Streda. W 2009 roku przeszedł do niemieckiego zespołu VfB Lübeck z Regionalligi Nord. Grał tam przez dwa lata.
W 2011 roku Landerl przeszedł do austriackiego SV St. Margerethen.

## Kariera reprezentacyjna
W reprezentacji Austrii Landerl wystąpił jeden raz. Był to przegrany 2:6 towarzyski mecz z Niemcami, rozegrany 18 maja 2002 roku w Leverkusen.